# Liste der Flurnamen in Sydower Fließ
Die Liste der Flurnamen in Sydower Fließ enthält alle bekannten Flurnamen der brandenburgischen Gemeinde Sydower Fließ und ihrer Ortsteile.
| Gemarkung   | Flur     | Flurname                      | Nutzung    | Bemerkung |
| ----------- | -------- | ----------------------------- | ---------- | --------- |
| Grüntal     | 1 (Lage) | Der Anger                     | Feld       |           |
| Grüntal     | 1 (Lage) | Der Birkbusch                 | Feld       |           |
| Grüntal     | 1 (Lage) | Die Hufen                     | Feld       |           |
| Grüntal     | 1 (Lage) | Das Hühnerland                | Feld       |           |
| Grüntal     | 1 (Lage) | Der Klapperberg               | Feld       |           |
| Grüntal     | 1 (Lage) | Das kleine Eichholz           | Feld       |           |
| Grüntal     | 1 (Lage) | Die langen Ruthen             | Feld       |           |
| Grüntal     | 1 (Lage) | Die Wörden                    | Feld       |           |
| Grüntal     | 3 (Lage) | Das Biesenthal’sche Feld      | Feld       |           |
| Grüntal     | 3 (Lage) | Das Sydow’sche Feld           | Feld       |           |
| Grüntal     | 4 (Lage) | Das lange oder das Mühlenfeld | Feld       |           |
| Grüntal     | 4 (Lage) | Das Mühlenbruch               | bebaut     |           |
| Grüntal     | 4 (Lage) | Die Rohrberge                 | Wiese      |           |
| Grüntal     | 4 (Lage) | Das Tempelfelder Feld         | Feld       |           |
| Grüntal     | 4 (Lage) | Im Voßwinkel                  | Feld/Wiese |           |
| Grüntal     | 5 (Lage) | Die Bucht                     | Feld       |           |
| Grüntal     | 5 (Lage) | Die Schäferwiese              | Wiese      |           |
| Grüntal     | 5 (Lage) | Die Stobbenwiesen             | Wiese      |           |
| Grüntal     | 6 (Lage) | Der Hasenwinkel               | Feld       |           |
| Grüntal     | 6 (Lage) | Die Hufen                     | Feld       |           |
| Tempelfelde | 1 (Lage) | Das Bündnerland               | Feld       |           |
| Tempelfelde | 1 (Lage) | Das Hofland                   | Feld       |           |